# 1527 Malmquista
1527 Malmquista (1939 UG) là một tiểu hành tinh vành đai chính được phát hiện ngày 18 tháng 10 năm 1939 bởi Y. Vaisala ở Turku. Nó được đặt theo tên nhà thiên văn Thụy Điển Gunnar Malmquist. 